# Доміций Марс
Доміций Марс (? — 19/12 роки н. е.) — давньоримський поет часів правління імператора Октавіана Августа.

## Життєпис
Стосовно особистого життя Доміция Марса немає жодних відомостей. Марс був різноманітним поетом. Був майстром епіграм. До нашого часу дійшло лише дві епіграми — на поета Бавія та епітафію Тібуллу. Ці епіграми входили до збірки епіграм під назвою «Цикута».
Окрім цього Доміций Марс відомий як епічний поет. Але знаємо лише про одну епічну поему — «Амазонки». Водночас писав елегії, які були присвячені його коханій Меланіді.
До того ж Доміций Марс написав прозаїчну поему «Про витонченість», про яку сучасники давали схвальні відгуки.